# Jeremy Michael Ward
Jeremy Michael Ward (5 maja 1976  – 25 maja 2003) – inżynier dźwięku zespołów The Mars Volta oraz De Facto. Stworzył wiele z efektów dźwiękowych, które pojawiły się na albumie De-Loused in the Comatorium. Jeremy był również gitarzystą i malarzem (tworzył głównie w tuszu). Był bratem basisty punkowego z El Paso - Jereda Warda, a także kuzynem Jima Warda - członka zespołów At the Drive-In i Sparta.
Jego ciało zostało odkryte przez współlokatora w domu w Los Angeles w sobotę 25 maja 2003 wieczorem. Prawdopodobnie przedawkował heroinę. Miał wtedy niecałe 27 lat. Jego śmierć nastąpiła zaledwie w miesiąc przed wydaniem albumu De-Loused in the Comatorium.
To Ward stworzył termin "amputechture", który posłużył za tytuł dla trzeciej płyty zespołu.
Śmierć Warda miała duży wpływ na decyzję Cedrica Bixlera-Zavali i Omara Rodrígueza-Lópeza z The Mars Volta aby odstawić opioidy.

## Dyskografia

### ZDe Facto
- How Do You Dub? You Fight For Dub, You Plug Dub In LP (1999/2001)
- 456132015 EP (2001)
- Megaton Shotblast LP (2001)
- Légende du Scorpion à Quatre Queues LP (2001)

### ZThe Mars Volta
- Tremulant - EP (2002)
- De-Loused in the Comatorium - LP (2003)

### ZOmar Rodríguez-López
- A Manual Dexterity: Soundtrack Volume 1 (2004)

## Sprzęt
- Electro-Harmonix Frequency Analyzer
- Digitech Multi chorus
- Guyatone MD-3 Digital delay
- Ibanez DE-7 delay/Echo
- Boss DD-6 delay
- Boss HR-2 Harmonist
- Maxon Rotary phaser
- Korg KP2 Kaoss pad
- Voodoo Lab Pedal Power